# Super Crooks
Super Crooks é uma série de streaming de anime do gênero superaventura baseada na série de quadrinhos homônima do escritor Mark Millar e do artista Leinil Francis Yu. Foi escrita por Dai Satō a partir da história de Millar, e foi dirigida por Motonobu Hori em sua estreia solo como diretor. A série de 13 episódios estreou na Netflix em todo o mundo em 25 de novembro de 2021, e serve como um spin-off de Jupiter's Legacy.

## Premissa
O vigarista Johnny Bolt recruta uma equipe de oito supervilões para realizar um grande assalto no Japão.

## Elenco de voz
| Personagem                   | Seiyū Japão    | Dublador Brasil   |
| ---------------------------- | -------------- | ----------------- |
| Johnny Bolt / Electro Boy    | Kenjiro Tsuda  | Guilherme Briggs  |
| Kasey                        | Maaya Sakamoto | Raquel Marinho    |
| Christopher Matts / Bastardo | Hiroshi Yanaka | Luiz Carlos Persy |
| Carmine / Calor              | Yasuji Kimura  | Francisco Brêtas  |
| Gladiador                    | Pierre Taki    | Nestor Chiesse    |
| Josh / Fantasma              | Junichi Suwabe | Wilken Mazzei     |
| Salamandra                   | Hisao Egawa    | Élcio Romar       |
| TK McCabe                    | Eiji Takemoto  | Dláigelles Silva  |
| Sammy Diesel                 | Subaru Kimura  | André Sauer       |
| Roddy Diesel                 | Tetsu Inada    | Francisco Júnior  |
| Pretoriano                   | Wataru Hatano  | Philippe Maia     |
| Previsão                     | KENN           | Desconhecido      |

## Episódios
| N° | Titulo           | Dirigido por  | Escrito por | Lançamento             |
| -- | ---------------- | ------------- | ----------- | ---------------------- |
| 1  | Electro Boy      | Motonobu Hori | Dai Satō    | 25 de novembro de 2021 |
| 2  | Kasey            | Motonobu Hori | Dai Satō    | 25 de novembro de 2021 |
| 3  | Homem Montanha   | Motonobu Hori | Dai Satō    | 25 de novembro de 2021 |
| 4  | Pretoriano       | Motonobu Hori | Dai Satō    | 25 de novembro de 2021 |
| 5  | Calor            | Motonobu Hori | Dai Satō    | 25 de novembro de 2021 |
| 6  | Gladiador        | Motonobu Hori | Dai Satō    | 25 de novembro de 2021 |
| 7  | Supermax         | Motonobu Hori | Dai Satō    | 25 de novembro de 2021 |
| 8  | União da justiça | Motonobu Hori | Dai Satō    | 25 de novembro de 2021 |
| 9  | Conde Orlok      | Motonobu Hori | Dai Satō    | 25 de novembro de 2021 |
| 10 | Carmine          | Motonobu Hori | Dai Satō    | 25 de novembro de 2021 |
| 11 | Cassino          | Motonobu Hori | Dai Satō    | 25 de novembro de 2021 |
| 12 | O Bastardo       | Motonobu Hori | Dai Satō    | 25 de novembro de 2021 |
| 13 | Super Crooks     | Motonobu Hori | Dai Satō    | 25 de novembro de 2021 |

## Produção
A produção da série foi anunciada pela Netflix em conjunto com o Estúdio Bones em março de 2019, estando pronta para sua estreia mundial no Festival de Cinema de Animação de Annecy em junho de 2021. Em sua estreia, o diretor Motonobu Hori explicou porque a série se passa, em parte, antes da série de quadrinhos: Mark Millar forneceu uma história de fundo adicional para Dai Satō adaptar, e Leinil Francis Yu forneceu designs de personagens mais jovens para Takashi Mitani traduzir em animação. A série serviria como uma prequência para os quadrinhos e então se sobreporia ao enredo dos quadrinhos.

### Música
As músicas da série foram compostas por Towa Tei.

## Lançamento
No evento Tudum da Netflix em setembro de 2021, as vozes principais de Kenjiro Tsuda e Maaya Sakamoto foram reveladas junto com a data de lançamento de 25 de novembro de 2021.